# Ataxia
La ataxia (del griego a- que significa ‘negativo’ o ‘sin’ y taxiā que significa ‘orden’) es un signo clínico que se caracteriza por provocar la descoordinación en el movimiento de las partes del cuerpo de cualquier animal, incluido el ser humano. Esta descoordinación puede afectar a los dedos y manos, a los brazos y piernas, al cuerpo, al habla, a los movimientos oculares, al mecanismo de deglución, etc.
La OMS estableció el 25 de septiembre como el día internacional para concienciar sobre esta enfermedad.

## Definición
Según el glosario de términos del Laboratorio de Genética Gregorio Marañón, se define la palabra ataxia como: «Trastorno caracterizado por la disminución de la capacidad de coordinar los movimientos». Por tanto, ‘ataxia’ puede utilizarse indistintamente para referirse al signo clínico de una coordinación defectuosa del movimiento muscular, o para nombrar una enfermedad degenerativa concreta del sistema nervioso de cuantas cursan con tal signo; en este segundo caso, debiera usarse esa palabra seguida de un nombre o numeración que identifique el desorden.

## Clasificación
Hay dos tipos principales: 
- Ataxia cerebelosa
- Ataxia sensitiva

## Enfermedades
Una gran variedad de enfermedades incluyen este signo clínico, entre ellas la rabia o la encefalopatía espongiforme bovina (enfermedad de las vacas locas). También puede observarse esta manifestación ante la presencia de ciertos tumores intracraneales, o después de sufrir traumatismos de la cabeza. Puede ser una manifestación de la enfermedad de Wernicke.

### Ataxias hereditarias
Constituyen un grupo muy numeroso de enfermedades. Progresivamente se han identificado nuevas variantes.
Dependiendo de la evolución pueden dividirse en dos grupos principales.
- Ataxias congénitas no progresivas.
- Ataxias congénitas progresivas. Se clasifican dependiendo del tipo de herencia en:
  - Autosómicas recesivas. Por ejemplo la ataxia de  Friedreich que recibe su nombre del neurólogo alemán Nikolaus Friedreich (1825-1882), quien describió la afección en la década de 1860.
  - Autosómicas dominantes. Incluye las ataxias cerebelosas autosómicas dominantes, existen numerosas variantes, la más frecuente es la mayoría de las poblaciones es la SCA3 o enfermedad de Machado-Joseph.
  - Ataxias ligadas al cromosoma X.

### Ataxias mediadas por inmunidad
Existen diferentes enfermedades que pueden provocar este tipo de ataxia. Entre ellas las siguientes:
- Esclerosis múltiple.
- Lupus eritematoso sistémico.
- Síndrome de Sjögren.
- Síndrome de Cogan.
- Ataxia por gluten.

#### Ataxia por gluten

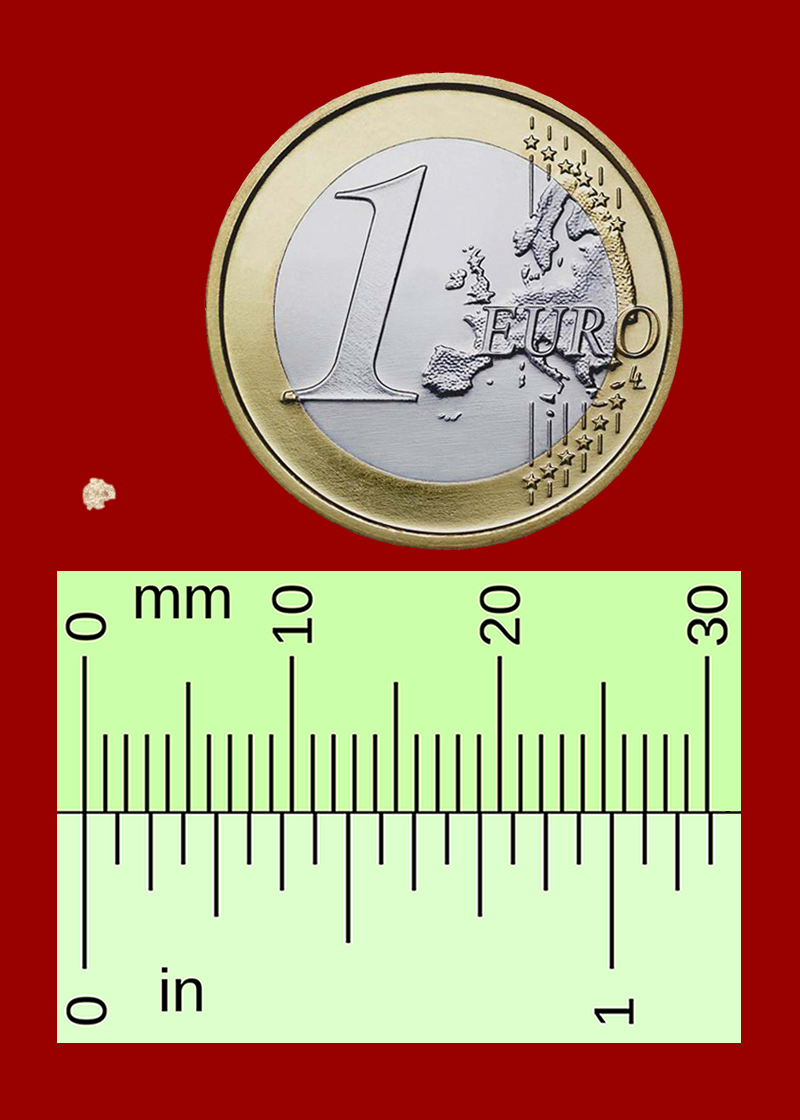
Cantidades microscópicas de gluten, como las contenidas en una mota de harina de trigo o en una sola miga de pan de este tamaño, son suficientes para que su ingestión provoque una reacción del sistema inmunitario y la aparición de síntomas (digestivos o de otro tipo) en las personas celíacas o con sensibilidad al gluten no celíaca, cuando están siguiendo una dieta sin gluten.

La ataxia por gluten representa el 40% de las ataxias de origen desconocido y el 15% de todas las ataxias. Puede aparecer en personas de todas las edades, incluyendo niños.
Se trata de una enfermedad autoinmunitaria provocada por el consumo de gluten, clasificada en los denominados trastornos relacionados con el gluten. Se caracteriza por la aparición de un daño en el cerebelo, que se manifiesta como un cuadro de ataxia cerebelosa progresiva (alteración del equilibrio, torpeza, pérdida de coordinación), o más raramente en combinación con mioclonias y temblor palatal, todo ello independientemente de la presencia o ausencia de afectación intestinal. Menos del 10% de los pacientes experimentan síntomas digestivos y solo un 40% presenta lesión intestinal. Los afectados suelen tener positivos los anticuerpos antigliadina del tipo IgA o IgG, aunque actualmente se han identificado otros anticuerpos cuya determinación estándar aún no está disponible.
La recomendación actual es que los pacientes con ataxia cerebelar progresiva deben ser evaluados para enfermedad celíaca.
El tratamiento consiste en la dieta sin gluten en todos los casos, aunque no haya afectación intestinal (tanto celíacos como no celíacos). La respuesta al tratamiento depende de la duración de la ataxia antes del diagnóstico. La muerte de las neuronas del cerebelo es el resultado de la exposición prolongada al gluten y es irreversible. Un diagnóstico precoz y el tratamiento temprano con la dieta sin gluten permiten la estabilización e incluso la completa recuperación, que se produce aproximadamente tras un año desde el comienzo de la dieta sin gluten. La principal causa de falta de mejoría con la dieta sin gluten se debe a transgresiones, tanto voluntarias como inadvertidas (dieta no estricta). Si el diagnóstico se realiza tarde, cuando ya se ha producido una destrucción considerable de neuronas, la efectividad de la dieta sin gluten es pobre.

### Ataxia locomotriz
Es una infección sifílica de los nervios en la que existe una degeneración progresiva de las fibras nerviosas de la médula espinal. La ataxia locomotriz puede no manifestarse hasta diez o veinte años después de la infección original, y es más común en hombres que en mujeres.